# Wilkowuje
Wilkowuje – wieś sołecka w Polsce położona w województwie mazowieckim, w powiecie płońskim, w gminie Czerwińsk nad Wisłą.
Wieś duchowna położona była w drugiej połowie XVI wieku w powiecie sąchockim ziemi ciechanowskiej województwa mazowieckiego. W latach 1975–1998 miejscowość administracyjnie należała do województwa płockiego.